# Росильо, Габриэль
Габриэль Алехандро Росильо Кинделан (исп. Gabriel Alejandro Rosillo Kindelán; род. 4 января 1999) — кубинский борец греко-римского стиля, бронзовый призёр летних Олимпийских игр 2024 года, чемпион мира 2023 года, победитель Панамериканских игры и Панамериканского чемпионата, участник Олимпийских игр.

## Карьера
В мае 2018 года он завоевал бронзовую медаль в весовой категории до 97 кг на Панамериканском чемпионате в Лиме. Год спустя в апреле 2019 года в Буэнос-Айресе он выиграл золотую медаль в этом соревновании. В начале марта 2020 года в Оттаве, уступив в финале американцу Трэйси Хэнкоку, он стал серебряным призёром панамериканского чемпионата. А уже через несколько дней в середине марта 2020 года в той же Оттаве на Панамериканском отборочном турнир завоевал лицензию на Олимпийские игры 2020 года в Токио. В августе 2021 года на Олимпиаде в своем первом матче на стадии 1/8 финала он уступил финну Арви Саволайнену (1:3) и занял итоговое 13 место.
На летних Олимпийских играх 2024 года в Париже, в весовой категории до 97 кг стал обладателем бронзовой медали. В схватке за третье место победил по решению судьи узбекского спортсмена Рустама Ассакалова.

## Достижения
- Панамериканский чемпионат по борьбе 2018 — ;
- Панамериканский чемпионат по борьбе 2019 — ;
- Панамериканский чемпионат по борьбе среди юниоров 2019 — ;
- Панамериканские игры 2019 — ;
- Чемпионат мира по борьбе среди юниоров 2019 — ;
- Панамериканский чемпионат по борьбе 2020 — ;
- Олимпийские игры 2020 — 13;
- Чемпионат мира по борьбе 2023 — ;